# Revolta de Ribeirãozinho
A Revolta de Ribeirãozinho ou Revolta Monarquista de 1902, foi um movimento do começo do século XX que ocorreu na cidade de Ribeirãozinho (hoje Taquaritinga), em São Paulo, e que tinha como objetivo fundamental a restauração da monarquia e a coroação de Luís Maria Filipe de Orléans e Bragança.

## História
Insatisfeitos com a República, os monarquistas paulistas haviam planejado um levante que deveria ocorrer no dia 23 de agosto de 1902 e que deveria derrubar o então presidente Campos Sales. Os líderes da revolta em Ribeirãozinho eram Joaquim Matheus Côrrea, Pedro Paulo Côrrea, Leonardo Botelho, Thomaz Sebastião de Mendonça, João de Toledo Lara, coronel João Ferreira de Castilho, Dr. Augusto de Castilho, Dr. Eulógio de Matos Pitombo, coronel Gustavo Augusto de Moraes, José Ferreira Leite, Alberto Costa Osório de Souza e Avelino de Negreiros, dentre outros.
Na madrugada do dia 23 de agosto os líderes da revolta cercaram a cidade e proclamaram a volta da monarquia. Tomaram de assalto a delegacia (depondo o delegado Virgílio Nogueira e colocando Thomaz Mendonça em seu lugar) e a estação ferroviária. Após assegurar o controle sobre a cidade enviaram telegramas para outras localidades avisando sobre o sucesso da revolta em Ribeirãozinho.
Os rebeldes aguardavam uma resposta do comando central do movimento em São Paulo para que pudessem ir para a capital comemorar o sucesso da revolução, porém não tendo recebido nenhuma novidade até o dia seguinte os rebeldes começam a se preocupar. No dia 24 de agosto chega um telegrama, avisando que a República ainda estava de pé e que a revolta havia fracassado. Na realidade, o levante somente havia sido levado a cabo em Ribeirãozinho e em Espírito Santo do Pinhal. A restauração da monarquia em Ribeirãozinho durou portanto um dia.